# Bri
Bri (eller Bree i originaltexten på engelska) är en fiktiv by i J.R.R. Tolkiens böcker om Sagan om ringen. Hoberna Frodo, Sam, Pippin och Merry kommer till Bri som första anhalt på sin resa till Vattnadal. De tar in på värdshuset Stegrande ponnyn, ett värdshus som drivs av Malte Smörblom (i äldre översättning Barliman Smörblomma). På Stegrande ponnyn möter hoberna första gången Aragorn, eller Vidstige som han kallas i Bri. träffar där Aragorn eller, som han kallas, Vidstige.
Bri är en av mycket få platser där människor och hober lever sida vid sida.

## Omgivningar
Bri var en stor by i Bririke, ett litet trädbevuxet område i Eriador. Det var det enda landet i hela Midgård där människor och hober bodde sida vid sida. I väster om Bri låg Kummelåsarna och den Gamla skogen. Bri låg på den sydvästra delen av Brikullen, och det fanns tre andra byar i Briland som låg öster om Bri i närheten:
- Stala (eller Staby och Staddelby i gamla översättningen av Åke Ohlmarks, Staddle i originaltexten), som befolkades främst av hober som levde på jordbruk och pipodling. Stala låg på den sydöstra delen av Brikullen och söder om Kjuse och Arklo.
- Kjuse, (eller Dalby och Comb i gamla översättningen, Combe i originaltexten), som befolkades främst av människor, och några hober, som alla levde på jordbruk. Kjuse var belägen på gränsen till Ketskogen och på kanten av Brikullen, mellan byarna Arklo och Stala
- Arklo, (eller Archet och Gamleby i gamla översättningen, Archet i originaltexten), som befolkades i huvudsakligen bara av människor. Arklo låg i Ketskogen i den norra delen av Briland.

## Historia
Bri beboddes under början av den tredje åldern, i landet Cardolan inom Arnor. Trots att Cardolans herrar härskade över Bri, fortsatte Bri att frodas helt självständigt från Cardolans styre under flera århundraden. Bri var den västligaste människostaden i hela Midgård.
Invånarnas ursprung är oklara, men tydligen var de Númenóreaner, relaterade till Dunlänningarna som hade flyttat längre norrut och bosatte sig i Arnor. I varje fall lyckades Brilänningarna att överleva genom den våldsamma delen av Midgårds historia, och de frodades fortfarande trots att hela Arnor och Cardolan hade förintats av Häxmästaren av Angmar. Det var också den enda plats i Midgård där människor bodde med hober. Andelen varierade mellan de fyra byarna i Briland, men själva Bri hade en stor befolkning av hober.
Bri var en handelsstad, eftersom den låg vid den stora korsningen av Östra landsvägen, som kom från Blå Bergen i väst till staden Dal i fjärran östern, och den forna Norra landsvägen mellan Arnor och Gondor. Handeln hade naturligtvis minskats oerhört i de tusen år som gått sedan den slutgiltiga förintelsen av Arnor, men även i slutet av den tredje åldern var Bri fortfarande relativt välmående. Till följd av sitt läge vid de viktiga handelsvägarna kunde invånarna i Bri stöta på resenärer från många fjärran länder i de många värdshusen i Bri. Det var känt att Nordens Utbygdsjägare besökte Bri för att skaffa förnödenheter.
Bri var platsen där trollkarlen Gandalf, av en slump, mötte dvärgen Thorin Ekensköld den 15 mars år 2941 i den tredje åldern. De argumenterade om samma problem: draken Smaug som dväljs i Ensamma Berget. Mötet ledde till att Resan till Erebor påbörjas, som slutade med Smaugs död och att hoben Bilbo Bagger fann Den enda Ringen.
Under natten mellan den 29:e och 30 september år 3018 mötte Frodo Bagger och hans följeslagar utbygdsjägaren Vidstige i Bris största värdshus, Den Stegrande ponnyn, som ägs av Malte Smörblom. Värdshuset plundrades av Ringvålnader, och Frodo och hans följeslagare var tvungna att fly från Bri med hjälp av Vidstige.
Bri plundrades sedan av banditer under Ringens krig år 3019, vilket orsakade att många av stadens invånare dog och misshandlades. Frodo och hans följeslagare återvände sedan till Bri den 28 oktober år 3019 och upptäckte att det värsta av banditernas plundring var över. Malte Smörblom förklarade för hoberna att ingen av brilänningarna insåg hur mycket som utbygdsjägarna hade gjort för dem, men efter att alla utbygdsjägarna reste söderut (för att dra ut i krig) kom ett flertal banditer, stråtrövare och vargar till Briland och terroriserade de brilänningar som bodde där. Men brilänningarna lyckades överleva plundringen genom att sätta upp försvarsverk och vakter, men handeln hade sjunkit till botten då de barrikaderade stadsmurarna. Hoberna försäkrade herr Smörblomma om att Elessar, även känd för honom som hans tidigare kund Vidstige, hade nu blivit krönt till kung och snart skulle resa norrut för att återställa ordningen i landet.
Förmodligen blev Bri en del av det återförenade konungariket mellan Gondor och Arnor, med ökad handel som gjorde Bri ännu mer välmående än tidigare generationer.

## Etymologi
Namnet Bree betyder "kulle" på brythonska, ett gammalt keltiskt språk, med hänvisning till det faktum att Bri var centrerad kring en stor kulle.